# Morti nel 1836
| Questa pagina contiene informazioni ricavate automaticamente dalle voci biografiche con l'ausilio del template Bio e di un bot. L'aggiornamento è periodico e automatico e ricostruisce completamente la pagina. Se manca una persona in questa lista, sei pregato di non aggiungerla, ma accertati piuttosto che la sua voce biografica contenga il template Bio e che i dati anagrafici siano correttamente compilati. Se il template Bio manca, inseriscilo tu stesso o, in alternativa, metti l'avviso {{tmp\|Bio}} che ne segnala la mancanza. Se i dati riportati sono sbagliati, correggi direttamente la voce biografica; le modifiche saranno visibili in questa lista entro pochi giorni. Per chiarimenti vedi il progetto biografie. La lista contiene solo le 224 persone che sono citate nell'enciclopedia e per le quali è stato implementato correttamente il template Bio. Pagina aggiornata al 18 ago 2025. |

## Gennaio(23)
- 1º gennaio - Giorgio Libri-Bagnano, giornalista italiano (n. 1780)
- 7 gennaio - Jean-Pierre Travot, generale francese (n. 1767)
- 8 gennaio - Gennaro Ravizza, storico italiano (n. 1766)
- 9 gennaio - Pierre François Lacenaire, poeta e criminale francese (n. 1803)
- 12 gennaio - Ottavio Mormile, nobile, politico e diplomatico italiano (n. 1761)
- 16 gennaio - Heinrich Christoph Kolbe, pittore tedesco (n. 1771)
- 16 gennaio - Joseph Lagrange, militare e politico francese (n. 1763)
- 17 gennaio - Mangkunegara II, sovrano indonesiano (n. 1768)
- 18 gennaio - Giuseppe Benaglio, presbitero e educatore italiano (n. 1767)
- 18 gennaio - Antonio Paolo Negri, avvocato, politico e nobile italiano (n. 1761)
- 18 gennaio - Graziadio Nepi, rabbino e medico italiano (n. 1759)
- 19 gennaio - Philipp Lorenz Geiger, chimico, farmacista e antropologo tedesco (n. 1785)
- 19 gennaio - Luigi Ricciolio, avvocato italiano (n. 1774)
- 21 gennaio - André Étienne d'Audebert de Férussac, naturalista e politico francese (n. 1786)
- 24 gennaio - Francesco Alberi, pittore italiano (n. 1765)
- 27 gennaio - Guglielmina di Baden, duchessa (n. 1788)
- 27 gennaio - Rudolf Kinsky von Wchinitz und Tettau, principe (n. 1802)
- 27 gennaio - Giovanni Battista Zandonella dell'Aquila, teologo e storico italiano (n. 1767)
- 30 gennaio - Pedro Inguanzo Rivero, cardinale e arcivescovo cattolico spagnolo (n. 1764)
- 30 gennaio - Betsy Ross, patriota statunitense (n. 1752)
- 31 gennaio - John Cheyne, pediatra scozzese (n. 1777)
- 31 gennaio - Alessandro Lazzerini, religioso italiano (n. 1765)
- 31 gennaio - Maria Cristina di Savoia, regina (n. 1812)

## Febbraio(19)
- 2 febbraio - Thomas Pakenham, ammiraglio irlandese (n. 1757)
- 2 febbraio - Maria Letizia Ramolino, nobildonna italiana (n. 1750)
- 3 febbraio - Girolamo Segato, cartografo, naturalista e egittologo italiano (n. 1792)
- 4 febbraio - William Gell, archeologo, illustratore e viaggiatore britannico (n. 1777)
- 5 febbraio - Johann Mayrhofer, poeta e librettista austriaco (n. 1787)
- 10 febbraio - Marie-Anne Paulze Lavoisier, chimica e nobildonna francese (n. 1758)
- 14 febbraio - Luigi Travelli, presbitero e poeta italiano (n. 1761)
- 14 febbraio - Dmitrij Aleksandrovič Zubov, ufficiale russo (n. 1764)
- 18 febbraio - Piantatore di Mais, diplomatico nativo americano
- 18 febbraio - Zaccaria Banti, ballerino e coreografo italiano
- 18 febbraio - Carlo Rosini, vescovo cattolico e filologo italiano (n. 1748)
- 19 febbraio - Giuseppe Fieschi, rivoluzionario francese (n. 1790)
- 21 febbraio - Dar'ja Aleksandrovna Košeleva, nobildonna russa (n. 1752)
- 23 febbraio - Ezra Ames, pittore e incisore statunitense (n. 1768)
- 24 febbraio - Dániel Berzsenyi, poeta ungherese (n. 1776)
- 25 febbraio - Gianbattista Occhipinti Scopetta, francescano italiano (n. 1770)
- 27 febbraio - Elizabeth Whitlock, attrice teatrale inglese (n. 1761)
- 28 febbraio - Friedrich August Grotefend, filologo classico, latinista e grammatico tedesco (n. 1798)
- 28 febbraio - Richard Hurrell Froude, presbitero inglese (n. 1803)

## Marzo(18)
- 1º marzo - Miguel Barragán, generale e politico messicano (n. 1789)
- 3 marzo - Otto Heinrich von Gemmingen-Hornberg, nobile, diplomatico e scrittore tedesco (n. 1755)
- 4 marzo - Gerolamo Cavasola, ufficiale italiano (n. 1791)
- 6 marzo - Jim Bowie, militare statunitense (n. 1796)
- 6 marzo - Davy Crockett, militare e politico statunitense (n. 1786)
- 6 marzo - William Barret Travis, militare e avvocato statunitense (n. 1809)
- 8 marzo - Pier Luigi Mabìl, letterato e traduttore italiano (n. 1752)
- 9 marzo - Antoine-Louis-Claude Destutt de Tracy, nobile e filosofo francese (n. 1754)
- 10 marzo - Carlo Visconti di Modrone, nobile, imprenditore e politico italiano (n. 1770)
- 13 marzo - Adolf Stieler, cartografo tedesco (n. 1775)
- 18 marzo - Carlo Fea, archeologo e collezionista d'arte italiano (n. 1753)
- 20 marzo - Giuseppe Tomaselli, tenore e attore teatrale italiano (n. 1758)
- 22 marzo - Giuseppe Maria Francesco Vigo, mercante italiano (n. 1747)
- 23 marzo - Vincenzo Raimondo Porru, presbitero, filologo e linguista italiano (n. 1773)
- 26 marzo - Gregorio Ceruelo la Fuente, vescovo cattolico spagnolo (n. 1755)
- 27 marzo - François-Antoine Arbaud, vescovo cattolico francese (n. 1768)
- 27 marzo - James Fannin, politico e militare statunitense (n. 1804)
- 31 marzo - Margaret Bryan, astronoma, filosofa e educatrice britannica (n. 1759)

## Aprile(15)
- 5 aprile - Vincenzo Briganti, medico, naturalista e micologo italiano (n. 1766)
- 7 aprile - William Godwin, filosofo e scrittore britannico (n. 1756)
- 7 aprile - Geremia Savoini, generale italiano (n. 1766)
- 10 aprile - Jean-Joseph Allemand, presbitero francese (n. 1772)
- 10 aprile - Matteo Correale, militare italiano (n. 1764)
- 11 aprile - Floriano Caldani, anatomista italiano (n. 1772)
- 13 aprile - Louis de Sol de Grisolles, generale francese (n. 1761)
- 19 aprile - Adelaide Filleul, nobildonna e scrittrice francese (n. 1761)
- 20 aprile - Giovanni I Giuseppe del Liechtenstein, principe austriaco (n. 1760)
- 20 aprile - Robert Seymour, illustratore britannico (n. 1798)
- 21 aprile - Manuel Fernández Castrillón, militare messicano
- 21 aprile - Kathinka Kainz, contralto, pianista e compositrice tedesca (n. 1767)
- 21 aprile - Giovanni Augusto Carlo di Wied, principe (n. 1779)
- 24 aprile - Firmin Didot, incisore francese (n. 1764)
- 24 aprile - Charles Alain de Rohan, nobile francese (n. 1764)

## Maggio(15)
- 2 maggio - Johann Gottfried Hoche, teologo e storico tedesco (n. 1762)
- 3 maggio - Francesco Aglietti, medico e letterato italiano (n. 1757)
- 5 maggio - Nunzio Sulprizio, operaio e artigiano italiano (n. 1817)
- 7 maggio - Norbert Burgmüller, musicista tedesco (n. 1810)
- 8 maggio - Auguste Étienne Marie Gourlez de Lamotte, generale francese (n. 1772)
- 18 maggio - Carlo Avarna di Gualtieri, politico italiano (n. 1757)
- 19 maggio - Giovanni Maria Dettori, teologo italiano (n. 1773)
- 23 maggio - Edward Livingston, giurista, statistico e politico statunitense (n. 1764)
- 24 maggio - Carlo Giuseppe Perrone di San Martino, nobile italiano (n. 1764)
- 25 maggio - Francesco Luigi Fanzago, medico italiano (n. 1764)
- 26 maggio - Stefano Gallini, medico, fisiologo e scienziato italiano (n. 1756)
- 28 maggio - Henry Digby Beste, scrittore, nobile e religioso britannico (n. 1768)
- 28 maggio - Anton Fugger von Babenhausen, principe e politico tedesco (n. 1800)
- 28 maggio - Antonín Reicha, compositore ceco (n. 1770)
- 29 maggio - Henry Grey Bennet, politico britannico (n. 1777)

## Giugno(14)
- 2 giugno - Frederik Wilhelm Stabell, politico e generale norvegese (n. 1763)
- 3 giugno - Barry Edward O'Meara, chirurgo irlandese (n. 1786)
- 6 giugno - Antonio di Sassonia, sovrano (n. 1755)
- 9 giugno - Giuseppe Lechi, generale, rivoluzionario e patriota italiano (n. 1766)
- 10 giugno - André-Marie Ampère, fisico francese (n. 1775)
- 10 giugno - Emanuele Gerini, storico italiano (n. 1777)
- 20 giugno - Emmanuel Joseph Sieyès, abate e politico francese (n. 1748)
- 23 giugno - James Mill, storico, filosofo e economista scozzese (n. 1773)
- 24 giugno - Ivan Alekseevič Musin-Puškin, ufficiale russo (n. 1783)
- 24 giugno - Pierre-Joseph Triest, presbitero belga (n. 1760)
- 26 giugno - Claude Joseph Rouget de Lisle, poeta, compositore e militare francese (n. 1760)
- 27 giugno - Tito Manzi, giurista e politico italiano (n. 1769)
- 28 giugno - James Madison, politico statunitense (n. 1751)
- 30 giugno - Giuseppe Marzari Pencati, geologo e botanico italiano (n. 1779)

## Luglio(14)
- 1º luglio - Félix de Beaujour, politico e storico francese (n. 1765)
- 2 luglio - Cesare Arici, poeta italiano (n. 1782)
- 4 luglio - Caterina Jarrige, francese (n. 1754)
- 11 luglio - Gregers Lundh, storico norvegese (n. 1786)
- 13 luglio - Henry Agar-Ellis, II visconte Clifden, politico irlandese (n. 1761)
- 16 luglio - Gaetano Crivelli, tenore italiano (n. 1768)
- 16 luglio - Pio Gerolamo Vidua, politico italiano (n. 1748)
- 19 luglio - Jean Lefebvre de Cheverus, cardinale e arcivescovo cattolico francese (n. 1768)
- 19 luglio - Luigi Natale Vernazzi, orafo italiano (n. 1771)
- 23 luglio - Jean-Félix Adolphe Gambart, astronomo francese (n. 1800)
- 23 luglio - Tommaso Sgricci, poeta e attore teatrale italiano (n. 1789)
- 24 luglio - Armand Carrel, scrittore e giornalista francese (n. 1800)
- 26 luglio - Nicolas de Loverdo, generale francese (n. 1737)
- 28 luglio - Nathan Mayer Rothschild, banchiere inglese (n. 1777)

## Agosto(14)
- 2 agosto - Carlos Frederico Lecor, generale e politico portoghese (n. 1764)
- 4 agosto - Pierre-Charles Bridan, scultore francese (n. 1766)
- 5 agosto - Diego Zannandreis, scrittore italiano (n. 1768)
- 10 agosto - Pierre César Charles de Sercey, ammiraglio francese (n. 1753)
- 16 agosto - Marc-Antoine Parseval, matematico francese (n. 1755)
- 17 agosto - Carlo d'Assia-Kassel, principe (n. 1744)
- 18 agosto - Ranieri Alliata, arcivescovo cattolico italiano (n. 1752)
- 21 agosto - Edward Turner Bennett, zoologo inglese (n. 1797)
- 21 agosto - Claude-Louis Navier, ingegnere e scienziato francese (n. 1785)
- 21 agosto - Giovanni Battista Rampoldi, islamista, pedagogista e geografo italiano (n. 1761)
- 25 agosto - Christoph Wilhelm Hufeland, medico tedesco (n. 1762)
- 26 agosto - William Elford Leach, biologo inglese (n. 1790)
- 27 agosto - Jacinto de Romarate, militare e politico spagnolo (n. 1775)
- 28 agosto - Antoine Louis Marie de Gramont, ufficiale e politico francese (n. 1755)

## Settembre(17)
- 3 settembre - Daniel Mendoza, pugile inglese (n. 1764)
- 5 settembre - Ferdinand Maria von Chotek, arcivescovo cattolico austriaco (n. 1781)
- 5 settembre - Ferdinand Raimund, drammaturgo austriaco (n. 1790)
- 12 settembre - Christian Dietrich Grabbe, drammaturgo e commediografo tedesco (n. 1801)
- 14 settembre - Luigi Bottiglia Savoulx, cardinale italiano (n. 1752)
- 14 settembre - Aaron Burr, politico e banchiere statunitense (n. 1756)
- 14 settembre - Vincenzo Lavigna, compositore italiano (n. 1776)
- 17 settembre - Antoine-Laurent de Jussieu, botanico francese (n. 1748)
- 21 settembre - John Stafford Smith, compositore, organista e musicologo britannico (n. 1750)
- 22 settembre - Vito Nunziante, generale, politico e imprenditore italiano (n. 1775)
- 23 settembre - Maria Malibran, soprano francese (n. 1808)
- 23 settembre - Andrej Kirillovič Razumovskij, diplomatico, nobile e mecenate russo (n. 1752)
- 25 settembre - Niccolò Chiarini, fantino italiano (n. 1784)
- 26 settembre - Giuseppe di Hohenzollern-Hechingen, vescovo cattolico tedesco (n. 1776)
- 27 settembre - Luigi Bianco di Barbania, generale italiano (n. 1777)
- 27 settembre - Isabella Teotochi Albrizzi, letterata, biografa e saggista italiana (n. 1761)
- 28 settembre - Giovanni Leonardo Marugj, medico italiano (n. 1753)

## Ottobre(15)
- 3 ottobre - Stefano Ticozzi, storico dell'arte italiano (n. 1762)
- 6 ottobre - Johannes Jelgerhuis, pittore e attore teatrale olandese (n. 1770)
- 9 ottobre - James Saumarez, ammiraglio britannico (n. 1757)
- 10 ottobre - Martha Jefferson Randolph, first lady statunitense (n. 1772)
- 10 ottobre - Jacob Joseph Balthasaar Martinn, violinista e compositore belga (n. 1775)
- 11 ottobre - Giacomo Raffaelli, artista italiano (n. 1753)
- 11 ottobre - Melchor Aymerich, militare spagnolo (n. 1754)
- 16 ottobre - Friedrich Theodor Fröhlich, compositore svizzero (n. 1803)
- 17 ottobre - George Colman il Giovane, drammaturgo e scrittore inglese (n. 1762)
- 17 ottobre - Orest Adamovič Kiprenskij, pittore russo (n. 1782)
- 22 ottobre - Giuseppe Adami di Bergolo, nobile italiano (n. 1774)
- 26 ottobre - Cesare Bressa, fisico e medico italiano (n. 1785)
- 27 ottobre - François Just Marie Raynouard, tragediografo, avvocato e filologo francese (n. 1761)
- 28 ottobre - Harriet Brudenell, nobildonna inglese
- 31 ottobre - Enrico XIX di Reuss-Greiz, principe (n. 1790)

## Novembre(22)
- 2 novembre - Giuseppe Capecelatro, arcivescovo cattolico e politico italiano (n. 1744)
- 3 novembre - Vincenzo Drago, storico italiano (n. 1770)
- 4 novembre - Louis Henry, ballerino e coreografo francese (n. 1784)
- 5 novembre - Karel Hynek Mácha, scrittore ceco (n. 1810)
- 6 novembre - Carlo X di Francia, sovrano francese (n. 1757)
- 6 novembre - Giambattista Fardella, generale e collezionista d'arte italiano (n. 1762)
- 7 novembre - John Bannister, attore teatrale inglese (n. 1760)
- 7 novembre - Todor Milutinović, generale austriaco (n. 1766)
- 11 novembre - Vincenzo Corrado, cuoco, filosofo e letterato italiano (n. 1736)
- 11 novembre - Josef Ludwig Alois von Hommer, vescovo cattolico tedesco (n. 1760)
- 11 novembre - George Murray, V conte di Dunmore, nobile scozzese (n. 1762)
- 12 novembre - Juan Ramón Balcarce, politico e militare argentino (n. 1773)
- 13 novembre - Vittore Maria Gera, agronomo italiano (n. 1758)
- 15 novembre - Lorenzo de Zavala, politico messicano (n. 1788)
- 16 novembre - Christian Hendrik Persoon, botanico e micologo sudafricano (n. 1761)
- 19 novembre - Domenico Morichini, chimico e medico italiano (n. 1773)
- 22 novembre - Alain Joseph Dordelin, ammiraglio francese (n. 1764)
- 23 novembre - Giuseppe Maria Velzi, cardinale e vescovo cattolico italiano (n. 1767)
- 26 novembre - John Loudon McAdam, ingegnere scozzese (n. 1756)
- 27 novembre - Carlo Francesco Frasconi, presbitero, archivista e storiografo italiano (n. 1754)
- 27 novembre - Carle Vernet, pittore e litografo francese (n. 1758)
- 30 novembre - Pierre Simon Girard, ingegnere e fisico francese (n. 1765)

## Dicembre(15)
- 4 dicembre - Richard Westall, pittore britannico (n. 1765)
- 5 dicembre - Giuseppe Ciccimarra, cantante lirico italiano (n. 1790)
- 6 dicembre - Antonio Franconi, cavaliere e circense italiano (n. 1737)
- 7 dicembre - Luisa di Prussia, principessa prussiana (n. 1770)
- 12 dicembre - Giuseppe Farinelli, compositore italiano (n. 1769)
- 15 dicembre - Johann Amadeus Wendt, filosofo, compositore e teorico della musica tedesco (n. 1783)
- 19 dicembre - Emily Donelson, politica statunitense (n. 1807)
- 20 dicembre - Paolo Costa, poeta e filosofo italiano (n. 1771)
- 24 dicembre - Francisco Espoz y Mina, generale spagnolo (n. 1781)
- 25 dicembre - Faustino Trebbi, pittore e architetto italiano (n. 1761)
- 26 dicembre - Hans Georg Nägeli, compositore e editore svizzero (n. 1773)
- 26 dicembre - Luigi Sacco, medico italiano (n. 1769)
- 27 dicembre - Stephen Fuller Austin, politico, militare e patriota statunitense (n. 1793)
- 29 dicembre - Johann Schenk, compositore austriaco (n. 1753)
- 30 dicembre - James Graham, III duca di Montrose, politico scozzese (n. 1755)

## Senza giorno specificato(23)
- Giacomo Andrea Abbà, filosofo italiano (n. 1780)
- Hugh Dycke Acland, pittore e incisore britannico (n. 1778)
- Girolamo Aprile Benso, vescovo cattolico italiano (n. 1759)
- Theresa Berkley, inventrice britannica
- Adamo Bianchi, tenore italiano (n. 1764)
- Giovanni Boccomini, attore teatrale italiano (n. 1784)
- Giovanni Battista Boldrini, avvocato, politico e rivoluzionario italiano (n. 1766)
- Giuseppe Antonio Bonato, botanico italiano (n. 1753)
- Francesco Canaveri, medico e anatomista italiano (n. 1753)
- Gottlieb Friedrich Christmann, editore e botanico tedesco (n. 1752)
- Karl Daub, teologo e filosofo tedesco (n. 1765)
- Giuseppe Maria Di Ferro, storico e militare italiano (n. 1774)
- Raimondo Doria, nobile italiano
- William Henry, chimico inglese (n. 1775)
- Jean-Baptiste Juvigny, economista francese (n. 1772)
- Jakov Nenadović, politico e militare serbo (n. 1765)
- Louis-Charles-François Petit-Radel, archeologo francese (n. 1756)
- James Pleasants, politico statunitense (n. 1769)
- John Pond, astronomo britannico (n. 1767)
- Christian Julius Wilhelm Schiede, botanico e medico tedesco (n. 1798)
- Heinrich Adolph Schrader, botanico tedesco (n. 1767)
- Luigi Umoglio della Vernea, militare italiano (n. 1755)
- Obeid bin Said bin Rashid, sovrano emiratino